# Jairo Cubillos
Jairo Cubillos, född 20 augusti 1954, är en friidrottare från Colombia. Han deltog vid olympiska sommarspelen 1976.